# Jacques Sullivan
Pour les articles homonymes, voir Sullivan.
 (juillet 2025).
Jacques « Sulli » Sullivan est un personnage de fiction, apparaissant dans les films Monstres et Cie et Monstres Academy. Il est également présent dans les jeux vidéo dérivés du film, comme Monstres et Cie, Monstres et Cie : Atelier de jeux et Monstres et Cie : L'Île de l'épouvante.
Dans le film Monstres et Cie (2001), Sulli est un des meilleurs employés de l'usine à cris d'enfants, il est assisté par Bob Razowski. Il est également présent dans un court-métrage dérivé du film centré sur la nouvelle automobile de Bob, La Nouvelle Voiture de Bob. On peut également le voir dans le film Monstres Academy (2013), relatant sa vie d'étudiant et sa rencontre avec Bob. Dans la série Monstres et Cie : Au travail, qui est une suite directe du premier film, Sulli est promu PDG de Monstres et Cie, toujours avec Bob Razowski comme adjoint.

## Acteurs
Les acteurs qui jouent la voix de Sulli sont :
- John Goodman dans la version originale en anglais
- Reinhard Brock dans la version allemande
- Mauro Ramos dans la version brésilienne
- Peter Aude dans la version danoise
- Santiago Segura dans la version espagnole
- Jussi Lampi dans la version finnoise
- Vic De Wachter dans la version flamande
- Jacques Frantz puis Xavier Fagnon dans la version française
- Víctor Trujillo dans la version hispano-américaine
- Gesztesi Károly dans la version hongroise
- Adalberto Maria Merli puis Saverio Indrio dans la version italienne
- Jack Wouterse dans la version néerlandaise
- Even Stormoen dans la version norvégienne
- Paweł Sanakiewicz dans la version polonaise
- Fernando Luís dans la version portugaise
- Denis Mercier et Patrick Chouinard dans la version québécoise
- Allan Svensson dans la version suédoise
- George Tawil dans la version libanais Arabe